# 早良区
早良区（さわらく）は、福岡市を構成する7行政区の1つ。1972年4月1日に福岡市が政令指定都市となった時は西区だったが、1982年5月10日に早良区、西区、城南区の3つに分割されて発足。

## 気候
温暖な太平洋側気候の様相を見せる。冬季は山沿いにある区域南部と沿岸の区域北部では気候が異なる。沿岸の区域北部では積雪日数もひと冬で1〜2回程度と少ないが、内陸の区域南部では降雪も多く、多い年で数十センチの雪が積もることがある。

## 地理

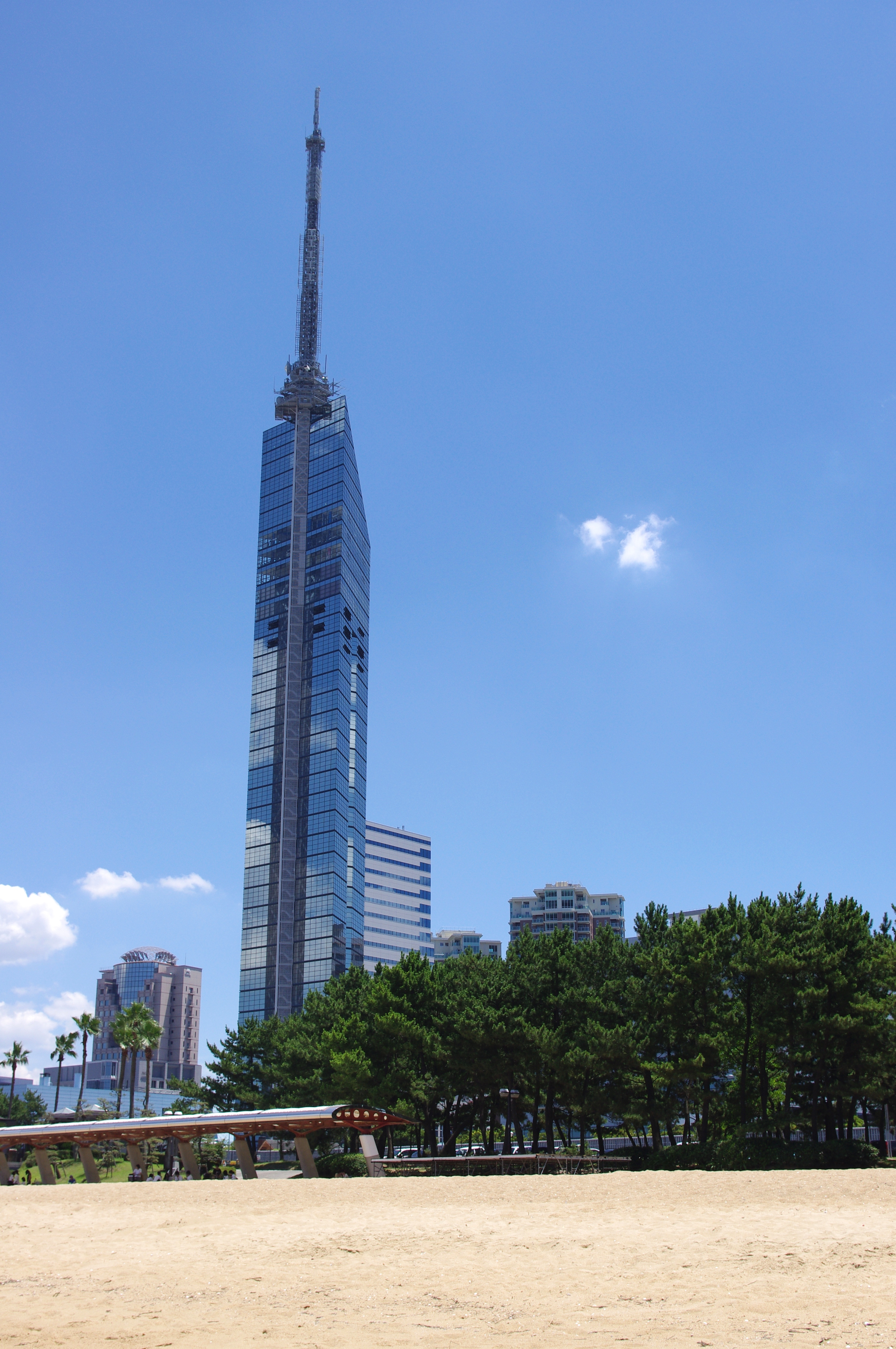
福岡タワーとシーサイドももち

北は博多湾に面し、南は脊振山地で佐賀県と接しており、南北に長く、福岡市の区で最も広い面積をもつ。北部には西新・藤崎・シーサイドももちなどがあり、西の副都心（「西部広域拠点」）を形成している。
また、地下鉄、バス、都市高速といったあらゆる交通手段が発達している。商業施設や公共施設、オフィスビル、マンションなどが多い。中部の原（はら）地域は昭和40年から50年代にかけて開発された住宅地で、団地や一戸建て住宅が数多く建ち並ぶ。南部の入部（いるべ）、内野、脇山地域は福岡市が政令指定都市に移行した後の1975年に旧早良町を編入して福岡市域とした地域で、場所によっては宅地化の兆しもあるものの、市街化調整区域も多く全体的には農村の雰囲気を色濃く残している。そのさらに南側は脊振山地に含まれる未開発の山間部で、時期によってはホタルも見られる自然豊かな地域である。
| 地域       | 地域                         | 人口 （人） | 面積 (km2) | 人口密度 （人/km2） |
| 早良区全体 | 早良区全体                   | 225,262     | 95.87      | 2,350               |
| ---------- | ---------------------------- | ----------- | ---------- | ------------------- |
| うち       | 野芥・四箇以北(本庁舎)       | 202,400     | 20.06      | 10,090              |
| うち       | 重留・東入部以南(入部出張所) | 22,862      | 75.81      | 302                 |

※2025年5月1日時点

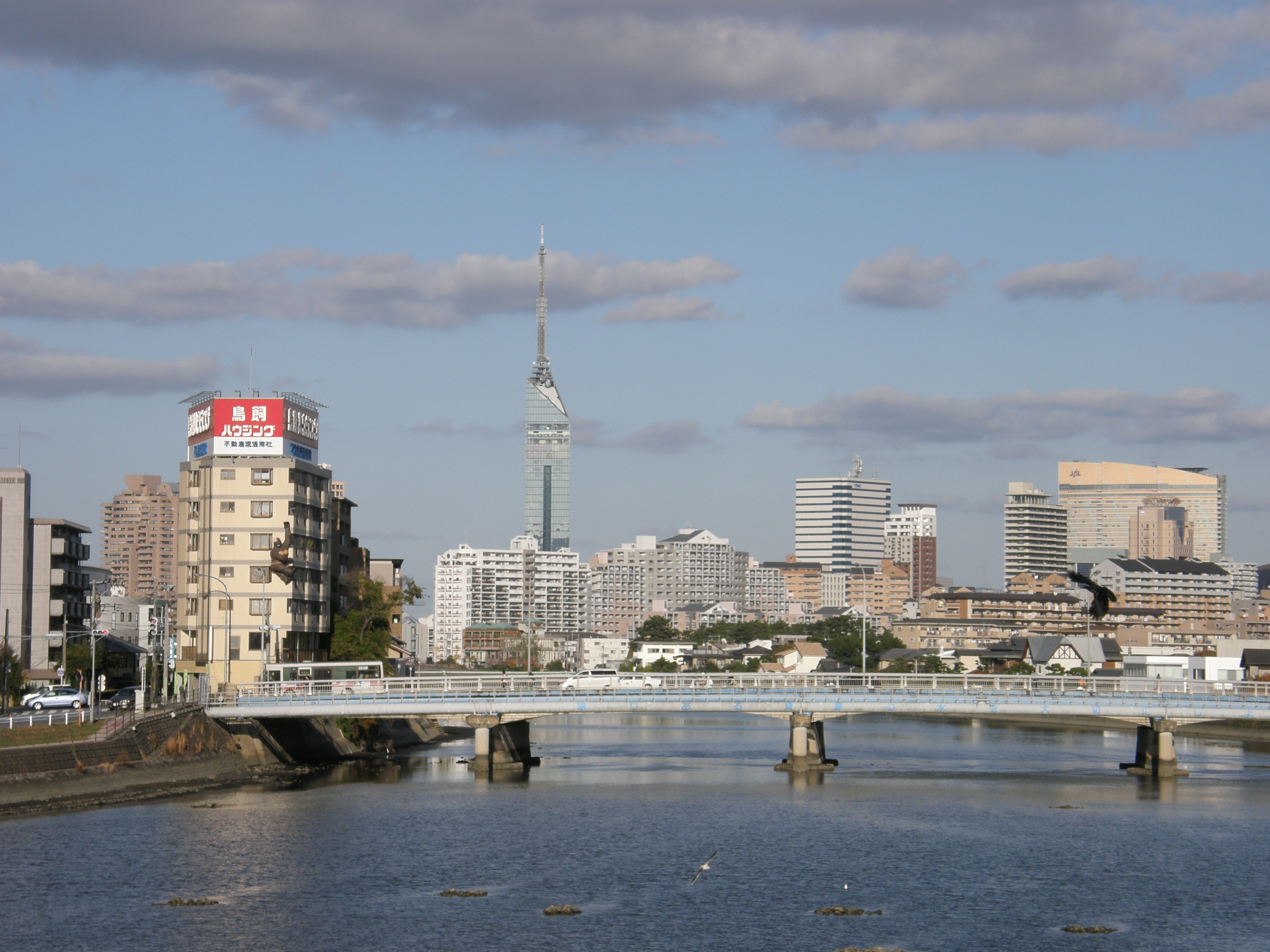
室見川

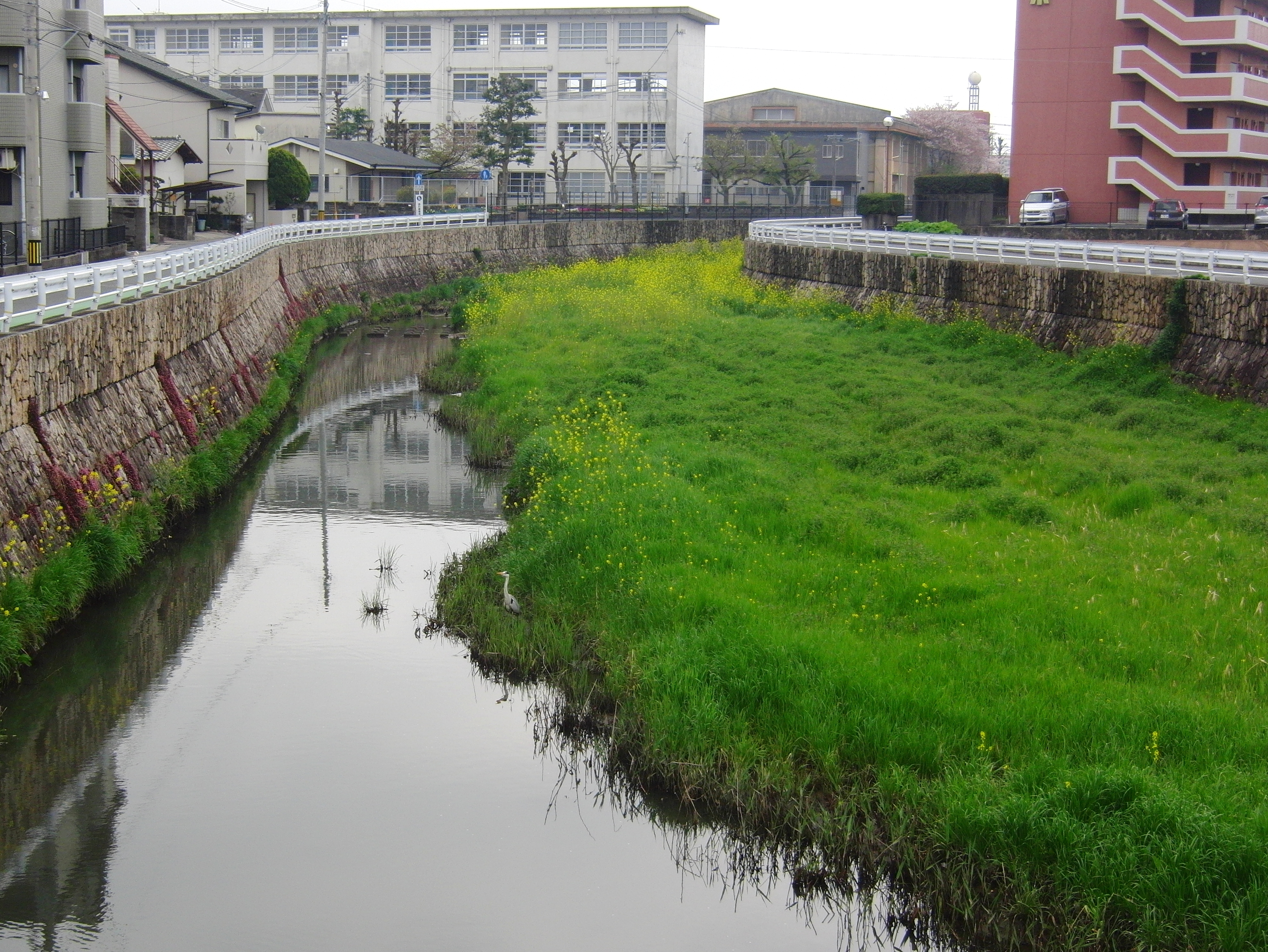
金屑川

河川は中央区との境に樋井川、西区との境に室見川が流れていて、区内にはその支流の七隈川、金屑川、油山川、汐入川、小笠木川、椎原川などがある。
- ダム: 曲淵ダム・脊振ダム

### 主な市街地
- 西新地域（西新、祖原、城西、曙）福岡市西部地域の商業の中心であり、隣接する以下の「シーサイドももち」及び「藤崎地域」を合わせて福岡市の副都心のひとつを構成している。商店街やスーパー、ファッションビルが集まっている。また、周辺には大学や高校が多いため、文教地区としても知られている。
- シーサイドももち: 早良区最北部に位置する。埋め立てによってできた人工区画であり、かつて百道海水浴場などでにぎわった海岸の沖合に展開されている。福岡の新都心の一部を構成し、早良区のランドマーク地区となっている。福岡タワー、海浜公園、マリゾンなどの観光施設の他にも、テレビ局やオフィスビル、高層マンションなどがある。
- 藤崎地域（藤崎、百道、高取、弥生）区役所・図書館・市民センター・税務署・警察署・バスターミナルなどの公共施設が集中している。
- 荒江：商業・住居地域。荒江交差点では国道202号（県道559号・別府橋通り・今宿新道）、国道263号・市道西新荒江線（早良街道）が交差。福岡県立福岡工業高等学校や福岡県立福岡聴覚特別支援学校が立地。
- 原：商業・住居地域。原交差点では国道202号（県道559号・今宿新道）、県道558号（原通り・旧早良街道・三瀬街道）、市道原南庄線、市道原拾六町線、市道原686号線（市道685号線）・市道原780号線が交差。イオン原店などの商業施設が立地。原団地や星の原団地もある。
- 野芥：商業・住居地域。野芥交差点では国道263号（早良街道）、県道49号が交差。野芥口交差点では国道202号福岡外環状道路、国道263号（早良街道）が交差。国道202号福岡外環状道路の地上に福岡都市高速道路環状線野芥出入口、地下に福岡市地下鉄七隈線野芥駅がある。
- 四箇・田村：住居地域。国道263号、県道558号、室見川に近接。四箇田団地や田村団地がある。
- 小田部・有田・次郎丸：商業・住居地域。国道202号今宿新道、県道558号、次郎丸交差点では国道202号福岡外環状道路、室見川に近接。次郎丸地区には福岡市地下鉄七隈線次郎丸駅がある。有田地区にはUR都市機構の大規模団地である室住団地のほか、有田団地、美室団地がある。

### 隣接している自治体・行政区
- 福岡市の区
  - 中央区、城南区、南区、西区
- 福岡県の市町村
  - 糸島市
  - 那珂川市
- 佐賀県の市町村
  - 佐賀市
  - 神埼市
  - 神埼郡吉野ヶ里町

## 歴史
当初は西区の一部であったが、1982年5月10日に旧西区を分区して発足した。区域は旧内野村飯場を除き、もとの早良郡の一部で、1918年から1975年までの間に順次福岡市に編入されていった。早良区の区名はこの早良郡に由来している。

## 人口の変遷
- 1985年　176,724
- 1990年　188,207
- 1995年　196,796
- 2000年　203,656
- 2005年　209,570
- 2010年　211,553
- 2015年　217,877
- 2020年　221,328

## 行政
早良区は、西区と同様に区域が広いため、南部（1975年編入前の旧早良郡早良町）を管轄する入部出張所がある。

## 地域・施設

### 教育
西新地区には福岡市を代表する進学校があるなど、文教地区としても知られている。

#### 大学
- 国際医療福祉大学
- 西南学院大学
- 福岡医療短期大学
- 福岡看護大学
- 福岡歯科大学

#### 高等学校
- 福岡県立修猷館高等学校
- 福岡県立福岡工業高等学校
- 福岡県立福岡講倫館高等学校（旧福岡県立西福岡高等学校）
- 福岡県立早良高等学校
- 学校法人英数学館英数高等学院
- 西南学院高等学校

#### 中学校
- 福岡市立百道中学校
- 福岡市立高取中学校
- 福岡市立原北中学校
- 福岡市立原中央中学校
- 福岡市立原中学校
- 福岡市立西福岡中学校
- 福岡市立次郎丸中学校
- 福岡市立金武中学校
- 福岡市立田隈中学校
- 福岡市立早良中学校
- 西南学院中学校
- 福岡市立福岡きぼう中学校 ※公立夜間中学校であり修了することで中学校卒業資格が取得できる

#### 小学校
- 福岡市立百道浜小学校
- 福岡市立百道小学校
- 福岡市立西新小学校（原小と同じく早良区で最古）
- 福岡市立高取小学校
- 福岡市立室見小学校
- 福岡市立原北小学校
- 福岡市立原小学校（西新小と同じく早良区で最古）
- 福岡市立小田部小学校
- 福岡市立大原小学校
- 福岡市立飯倉中央小学校
- 福岡市立飯原小学校
- 福岡市立原西小学校
- 福岡市立飯倉小学校
- 福岡市立有住小学校
- 福岡市立有田小学校
- 福岡市立賀茂小学校
- 福岡市立野芥小学校
- 福岡市立田隈小学校
- 福岡市立田村小学校
- 福岡市立四箇田小学校
- 福岡市立入部小学校
- 福岡市立早良小学校
- 福岡市立内野小学校
- 福岡市立脇山小学校
- 福岡市立曲渕小学校（休校）
- 西南学院小学校

#### 幼稚園
- 市立

旧早良町から4園を引き継いだが、福岡市の方針により全て閉園した。
- 福岡市立入部幼稚園（2018年閉園）
- 福岡市立内野幼稚園（2018年閉園）
- 福岡市立脇山幼稚園（2001年休園、2018年閉園）
- 福岡市立曲渕幼稚園（1993年休園、2008年閉園）

- 私立
  - あかし幼稚園
  - ありた幼稚園
  - 飯倉幼稚園
  - 大原幼稚園
  - さつき幼稚園
  - 早良幼稚園
  - 西南幼稚園
  - せふり幼稚園
  - セント・メリー幼稚園
  - 高取幼稚園
  - 田隈幼稚園
  - 西新カトリック幼稚園
  - 西福岡幼稚園
  - はらきた幼稚園
  - 原幼稚園
  - 星の原幼稚園
  - 弥生幼稚園

### 警察
- 早良警察署
  - 百道浜交番
  - 西新交番
  - 室見交番
  - 原交番
  - 別府交番
  - 有田交番
  - 野芥交番
  - 四箇田交番
  - 内野駐在所
  - 脇山駐在所

### 消防
- 早良消防署
  - 室見出張所
  - 田隈出張所
  - 東入部出張所

### 郵便局
- 集配局: 早良郵便局・早良南郵便局
- 無集配局: 21局
- 簡易郵便局: 1局
- ゆうちょ銀行店舗外出張所: 3ヶ所

### 公共施設・公的機関
- 早良区役所（福岡市長の権限に属する事務を分掌する早良区の事務所、百道二丁目）
- 早良区役所入部出張所（早良区役所の出張所、東入部二丁目、北緯33度31分7.8秒 東経130度20分9.5秒 / 北緯33.518833度 東経130.335972度）
- 福岡タワー
- 福岡市総合図書館
- 福岡市博物館
- 福岡市早良図書館
- 福岡市早良南図書館
- 福岡市立早良市民センター[5]
- SAWARAPIA（福岡県立ももち文化センター）[6]
- 福岡市立早良市民プール[注釈 1]
- ともてらす早良（福岡市早良南地域交流センター）[9]

公共施設・公的機関の写真
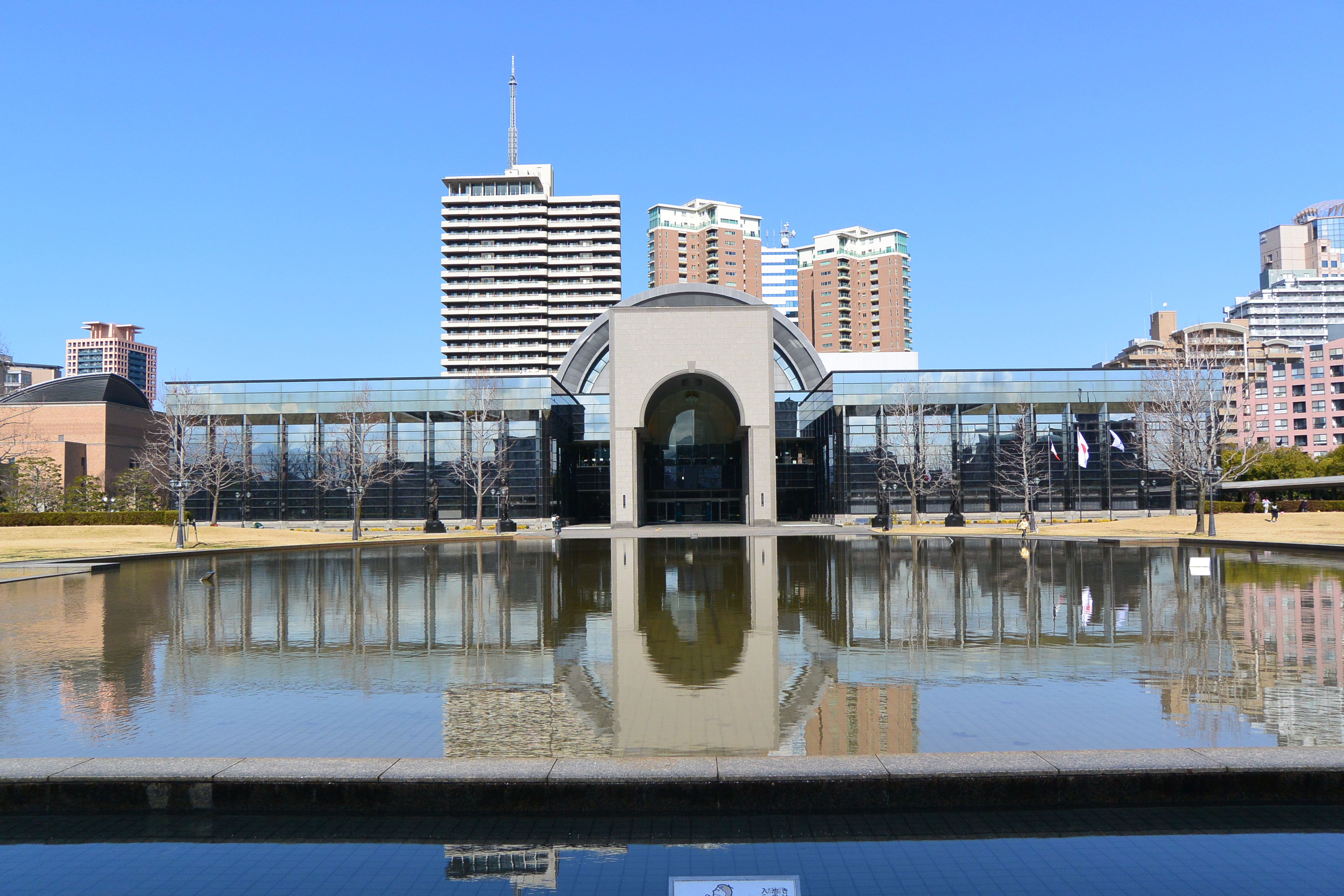
福岡市博物館（2015年2月1日撮影）
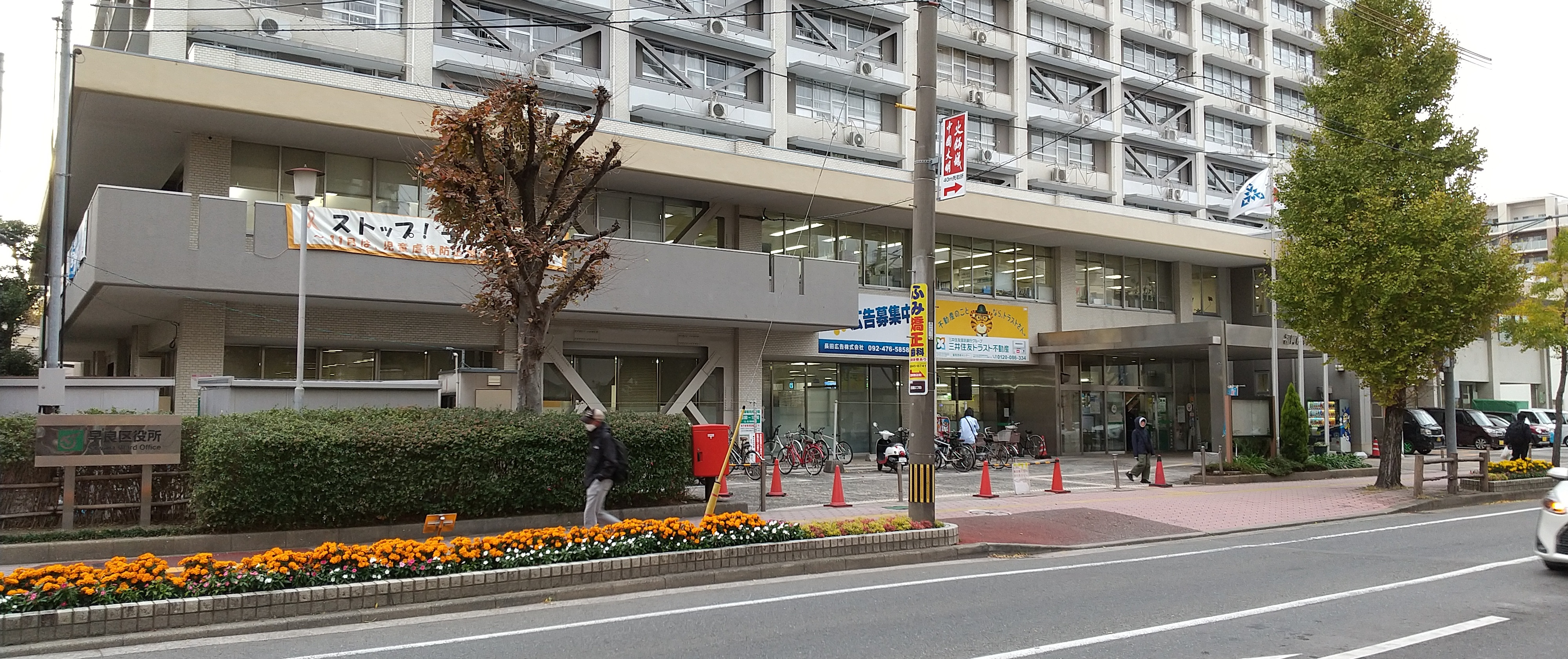
福岡市早良区役所
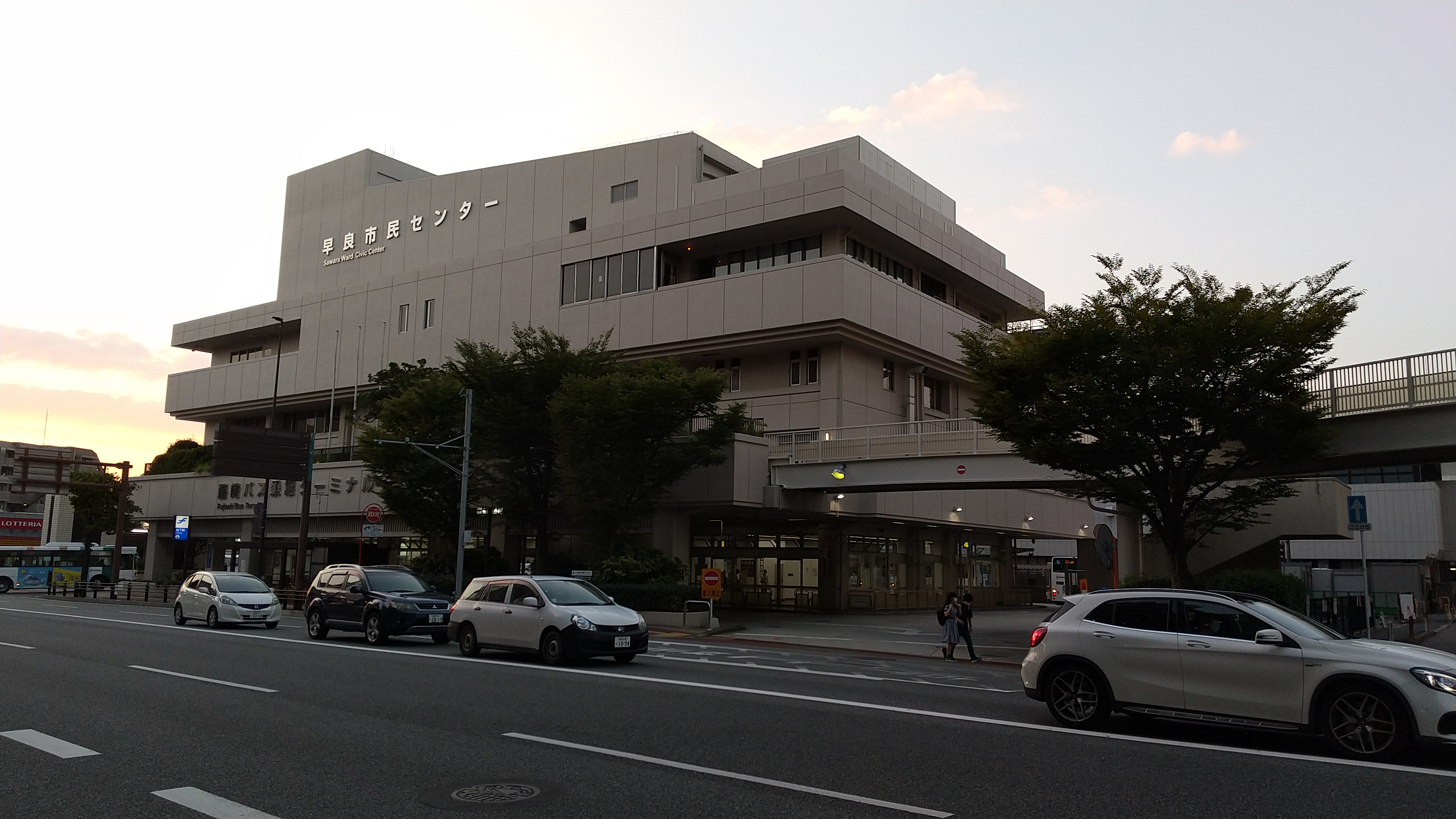
早良市民センター（2階～）、藤崎乗継バスターミナル（1階）
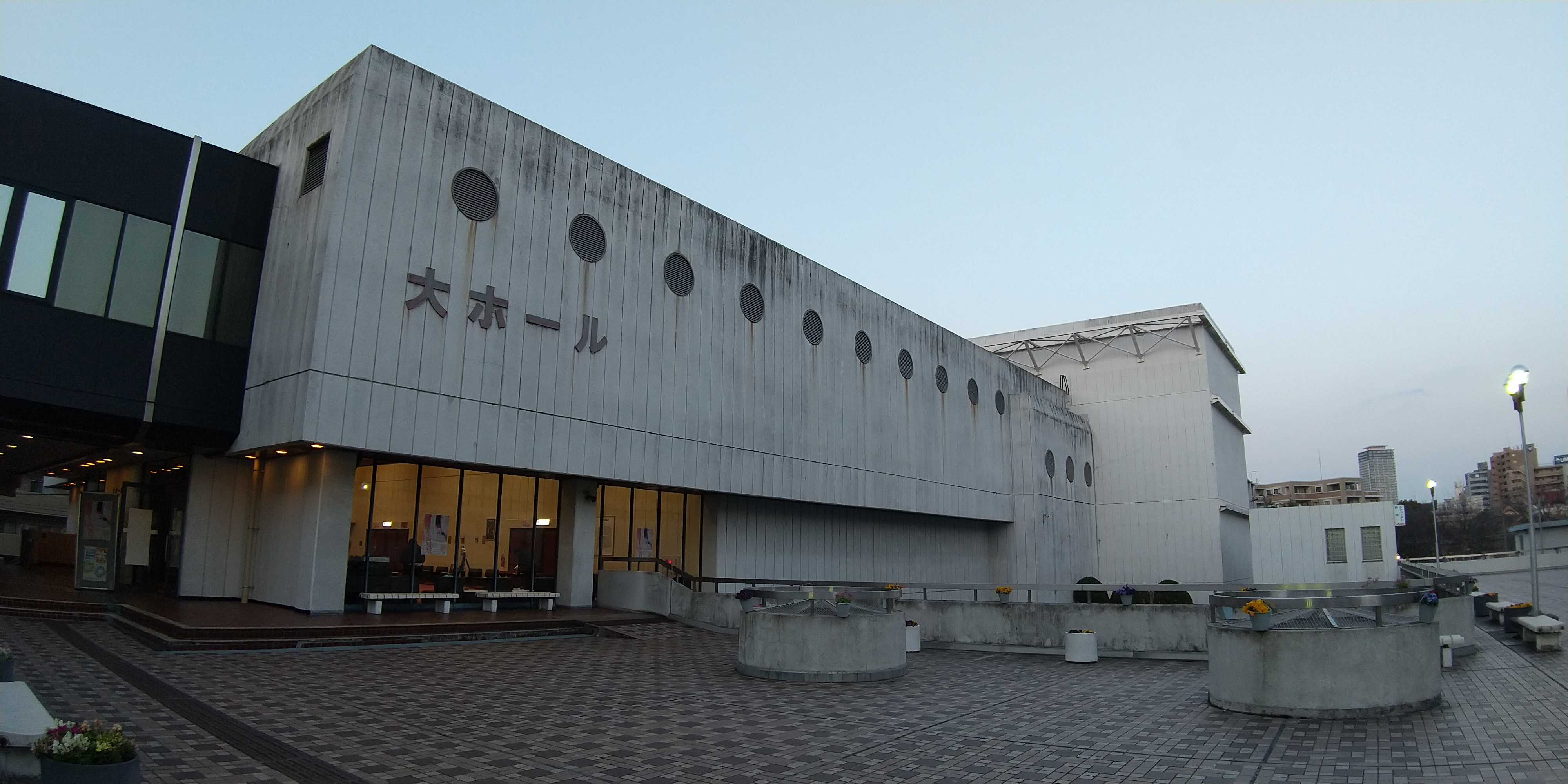
福岡県立ももち文化センター（ホール）
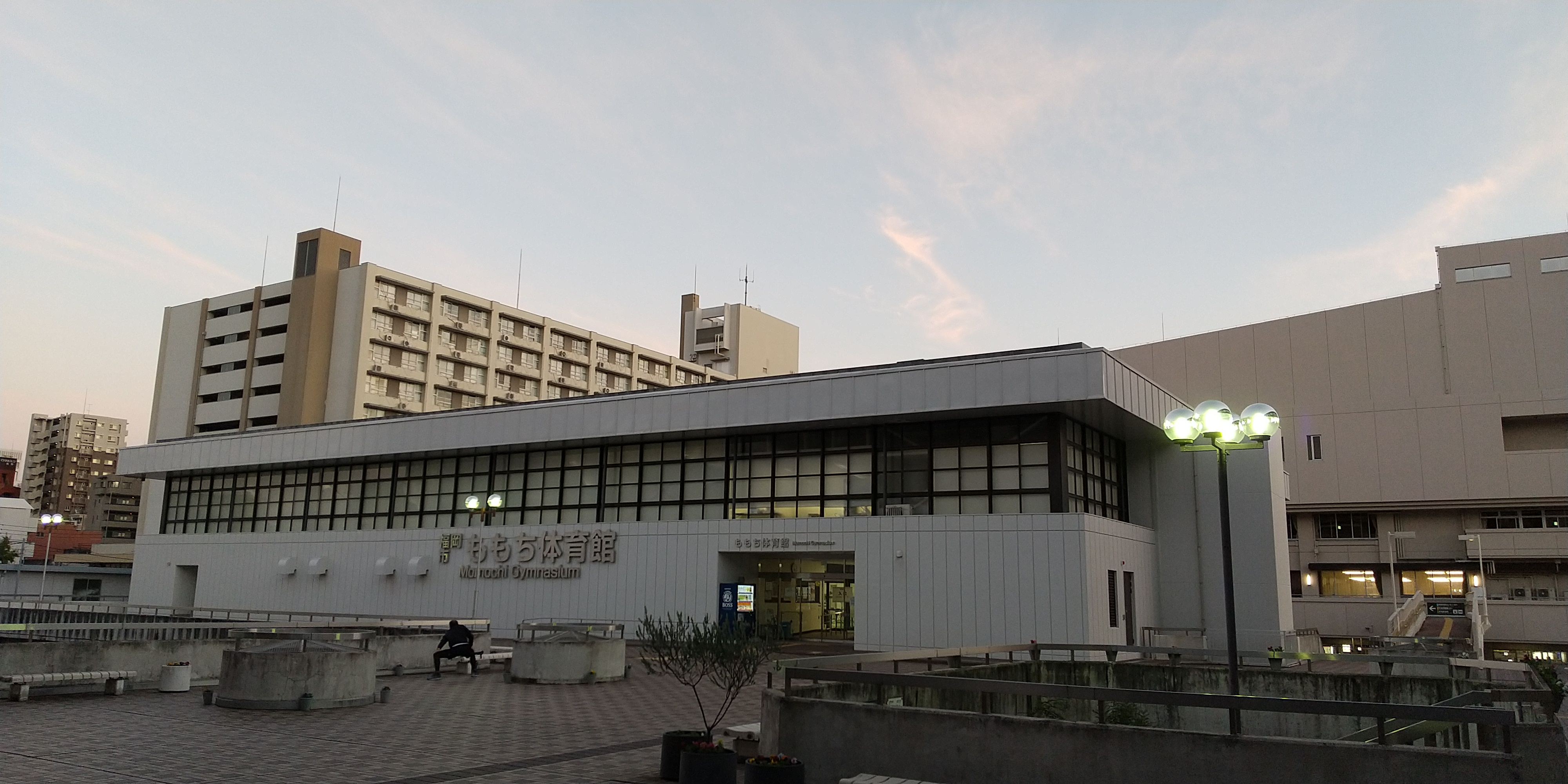
ももち体育館
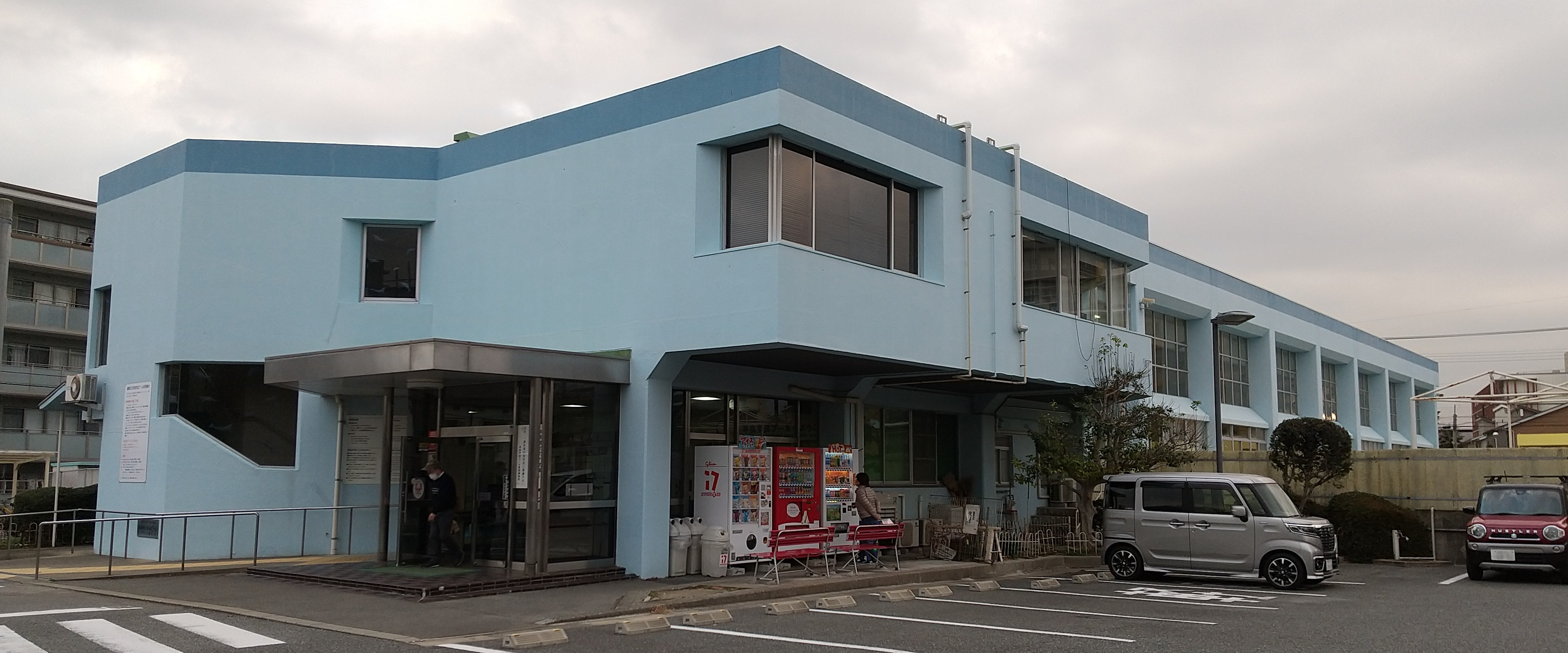
福岡市立早良市民プール

### マスメディア
- テレビ西日本
- RKB毎日放送
2局（社）は、福岡タワーを挟んで向かい合っている。
- 福岡コミュニティ放送（略称: StyleFM、コミュニティFM局）(廃局)

テレビジョン放送やFMラジオ放送は、市街地では福岡タワーや鴻巣山（※）からの電波を受信するが、旧早良町など山間部は、早良中継局や久留米中継局からの電波を受信する。
| ID | 局名            | 福岡タワー         | 早良中継局 | 久留米中継局     |
| -- | --------------- | ------------------ | ---------- | ---------------- |
| 1  | KBC九州朝日放送 | 31                 | 41         | 31               |
| 2  | NHK福岡教育     | 22                 | 43         | 13               |
| 3  | NHK福岡総合     | 28                 | 38         | 17               |
| 4  | RKB毎日放送     | 30                 | 36         | 30               |
| 5  | FBS福岡放送     | 32                 | 20         | 21               |
| 7  | TVQ九州放送     | 26                 | 35         | 26               |
| 8  | TNCテレビ西日本 | 34                 | 18         | 29               |
| -  | StyleFM(廃局)   | 76.8MHz            | -          | -                |
| -  | CROSS FM        | 78.7MHz            | -          | 86.5MHz          |
| -  | FM FUKUOKA      | 80.7MHz※           | -          | 82.1MHz          |
| -  | LOVE FM         | 82.5MHz （中継局） | -          | 76.1MHz （親局） |

## 交通

### 鉄道
- 福岡市地下鉄
  - 空港線: 室見駅 - 藤崎駅 - 西新駅
  - 七隈線: 次郎丸駅 - 賀茂駅 - 野芥駅

### バス
- 西日本鉄道（西鉄バス）
  - 百道浜自動車営業所
  - 早良自動車営業所
- 藤崎バス乗継ターミナル（市の運営するバス乗り継ぎ施設）

### 乗合タクシー
- 飯倉タクシー
  - 曲渕線乗合タクシー（早良営業所 - 曲渕）※乗合バスと同様の定時定路線型運行
  - 板屋脇山線乗合タクシー（脇山 - 板屋）※予約制（登録不要）
  - 大字西地区乗合タクシー（内野 - 西）※予約制（登録不要）

### 道路
有料道路
- 福岡高速環状線
  - 百道出入口
  - 野芥出入口
- 三瀬トンネル

一般国道
- 国道202号（福岡県道559号原東警固線（旧太閤道）、別府橋通り、今宿新道）
  - 福岡外環状道路
- 国道263号（早良街道、旧脇山街道）

県道
- 福岡県道49号大野城二丈線
- 福岡県道56号福岡早良大野城線
- 福岡県道136号入部中原停車場線・佐賀県道136号早良中原停車場線
- 福岡県道558号内野次郎丸弥生線（旧早良街道、旧三瀬街道）
- 福岡県道559号原東警固線（国道202号、旧太閤道、別府橋通り、今宿新道）
- 福岡県道560号都地姪浜線

主要市道
- よかトピア通り
- 明治通り（市道千代今宿線、旧国道202号、旧唐津街道の一部）
- 城南線
- 早良街道（市道西新荒江線、旧国道263号）

## 名所・旧跡・観光スポット・祭事・催事
- 元寇防塁
- 福岡タワー
- マリゾン
- 紅葉八幡宮
- 猿田彦神社
- 高取焼　味楽窯
- シーサイドももち花火ファンタジアFUKUOKA

## 出身有名人
五十音順
- 伊藤義弘 - プロ野球選手（千葉ロッテマリーンズ所属）
- 川嶋あい - 歌手
- 草野マサムネ - 歌手（スピッツ）
- 小柳ルミ子 - 歌手
- 椎名林檎 - 歌手
- 今橋恒 - 俳優
- 木下里都 - プロ野球選手（阪神タイガース入団予定）
- 竹野明倫 - プロバスケットボール選手（西宮ストークス所属）
- 月島冬二（そらみみくろすけ、イワシタシゲユキ） - 漫画家
- 中野早杜子 - モデル、ダンサー
- 野中藍 - 声優
- 博多華丸 - お笑い芸人（博多華丸・大吉）
- 浜崎あゆみ - 歌手
- fumika - 歌手
- DJふぉい - アーティスト(Candy Foxx所属)
- 宮司愛海 - アナウンサー  (フジテレビ所属)
- 宮原健斗 - プロレスラー
- 宮原美穂 - 空手選手
- ももちひろこ - 歌手

## ゆかりのある人物
- 長谷川町子 - 漫画家。佐賀県出身。終戦後、疎開先に近い百道の海岸を散歩して『サザエさん』の登場人物の名前を考案した[10]。
- 工藤公康 - 元・NPBプロ野球選手・監督。福岡ソフトバンクホークス監督時代の7年間、西新に居住していた（福岡ダイエーホークスの選手時代は不明）[11]。